# Regno del Madagascar
Il regno del Madagascar (più spesso chiamato regno Merina dal nome del popolo che lo costituiva o Imerina per il territorio che occupava,  quando ci si riferisce al periodo precedente al 1834) fu uno Stato africano a regime monarchico esistito fra il 1787 ed il 1897, anno in cui l'isola diventò una colonia dell'Impero francese a seguito dell'ultima guerra franco-hova.

## Storia
Gli abitanti del regno Merina (situato negli altopiani centrali del Madagascar), erano soprattutto coltivatori di riso, che avevano vissuto in modo relativamente isolato per diversi secoli, e che dal 1824 conquistarono quasi tutti gli altri territori, grazie alla guida di due scaltri sovrani, Andrianampoinimerina (1787 - 1810) e suo figlio Radama I (1792 - 1828). I contatti con i francesi e i britannici contribuirono in seguito a modernizzare il potere economico dello Stato, rendendolo in grado di costruire scuole e un solido esercito moderno. Ma la pace e la stabilità del regno dei Merina sarebbero finite con la prima guerra franco-Hova.
Radama I avviò una forma di Stato più efficiente, ma la moglie Ranavalona I, usurpatrice del trono alla sua morte (1828), caratterizzò il proprio regno con episodi di violenze e soprusi. Il figlio naturale Radama II cercò di ribellarsi all'autoritaria madre e al sistema di corte che l'appoggiava: venne assassinato dopo avere cercato l'intervento della Francia.
Il primo ministro Rainilaiarivony (1828-1896) riuscì a mantenere il potere sposando rispettivamente le ultime tre sovrane che si avvicendarono nella dignità regia. Era lui che effettivamente governava, promosse lo sviluppo dell'arte e dell'architettura nella capitale, favorì l'espansione del cristianesimo, ma non poté fermare l'ingerenza della Francia che ambiva a impossessarsi dell'isola.
In Europa, infatti, i diplomatici responsabili della spartizione del continente africano lavoravano ad un accordo in base al quale la Gran Bretagna, al fine di ottenere il sultanato di Zanzibar, cedeva i suoi diritti sull'arcipelago delle Helgoland alla Germania e tutte le pretese sul Madagascar alla Francia. Il compromesso segnò la fine dell'indipendenza del Madagascar.
Nel 1895, una colonna di volo francese atterrò a Mahajanga (Majunga) e marciò attraverso il fiume Betsiboka fino alla capitale, Antananarivo, prendendo i difensori della città di sorpresa, che attendevano un attacco molto più vicino alla costa orientale. La battaglia fu sanguinosa e decisiva.
Nel 1896 il Parlamento francese votò per l'annessione del Madagascar che acquisì lo status di colonia. Nel suo 103º anniversario, la monarchia dei Merina venne abolita e la regina regnante Ranavalona III mandata in esilio in Algeria. Il maestoso palazzo reale, situato sul Rova, venne adibito a museo.

## Sovrani del Madagascar
- Andrianampoinimerina (1787-1810)
- Radama I (1810-1828)
- Ranavalona I (1828-1861)
- Radama II (1861-1863)
- Rasoherina (1863-1868)
- Ranavalona II (1868-1883)
- Ranavalona III (1883-1897)

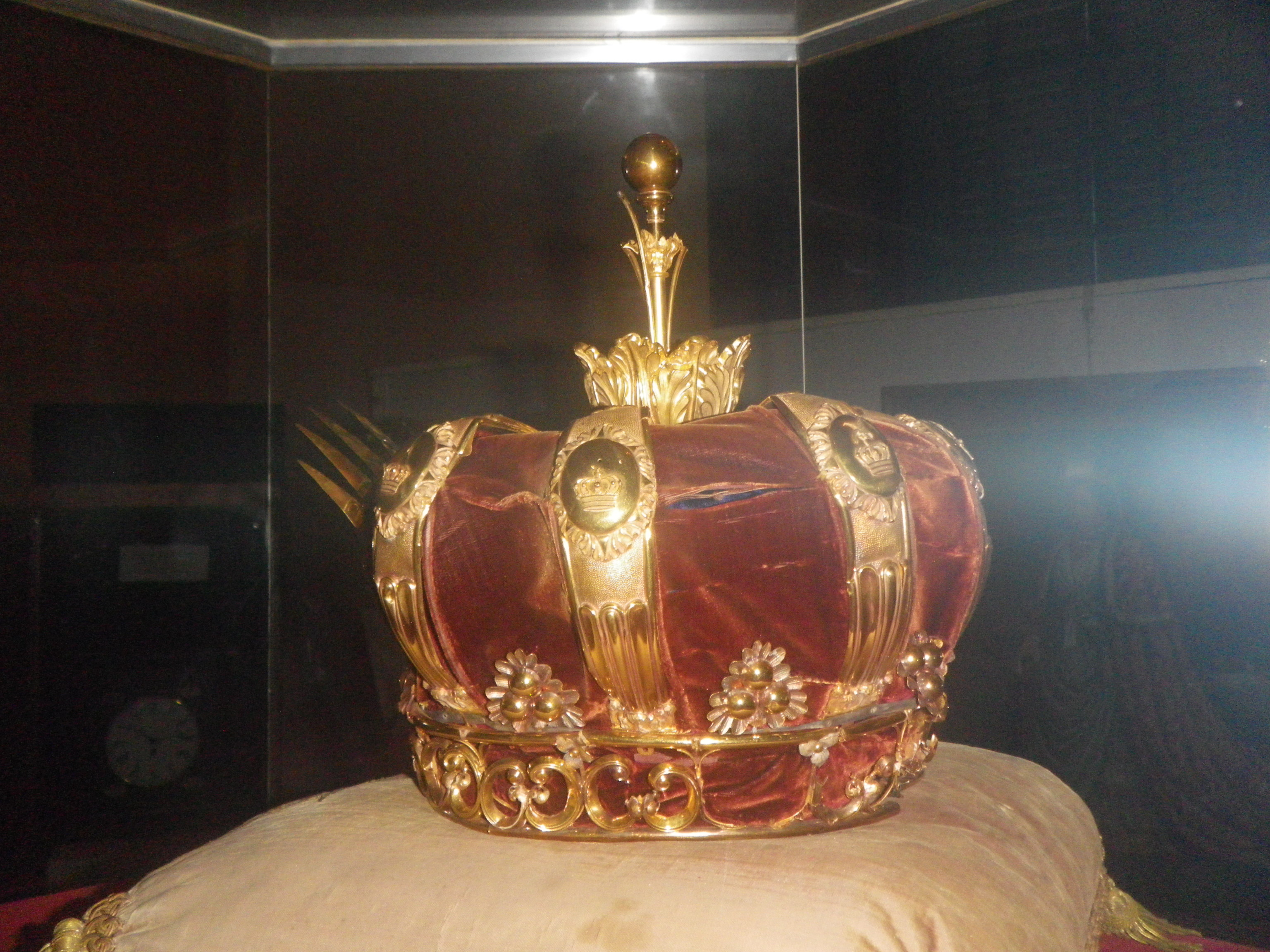
La corona reale
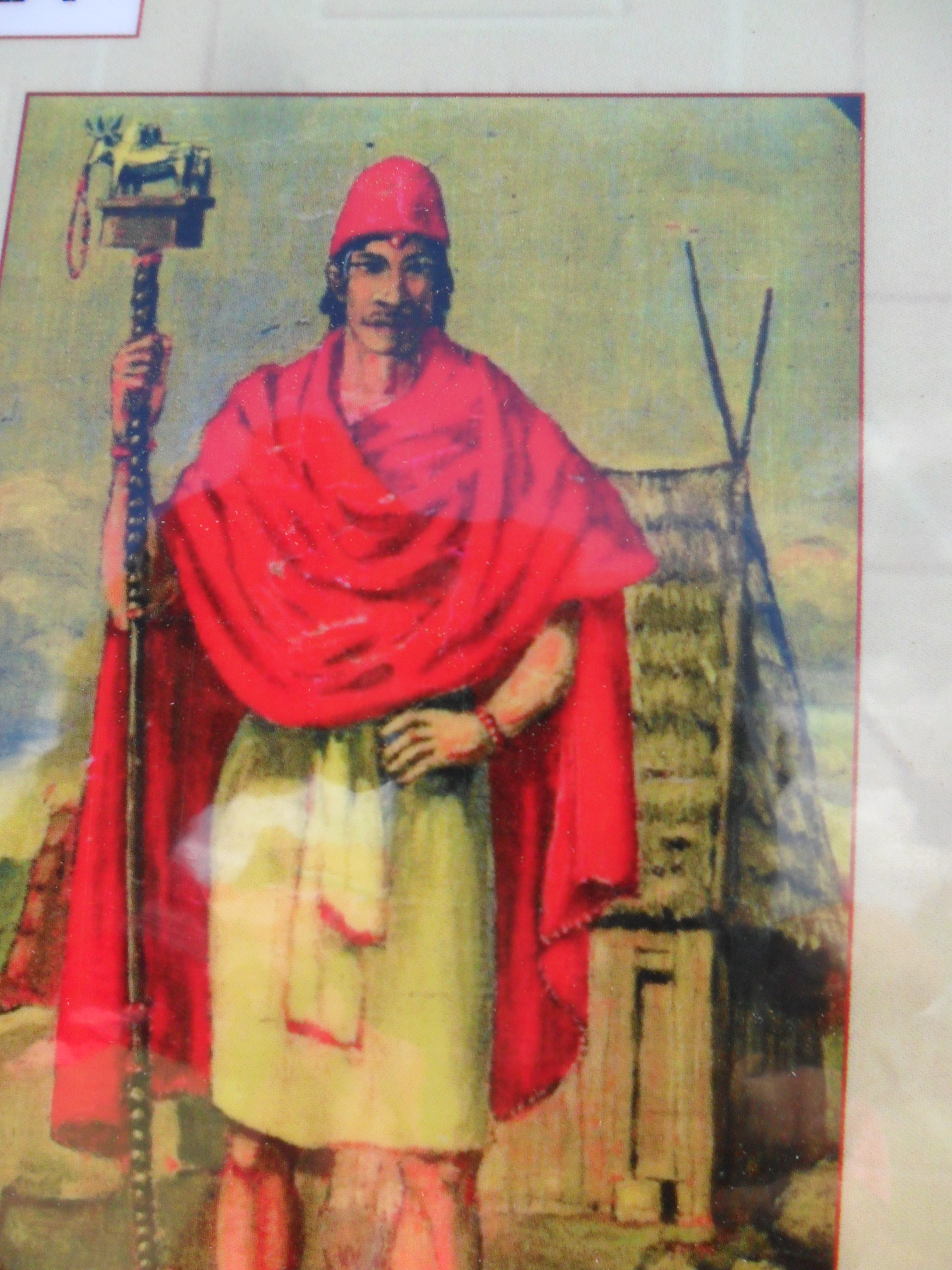
Andrianampoinimerina
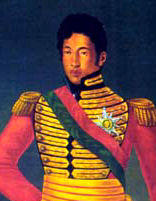
Radama I
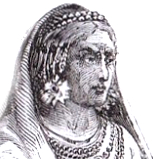
Ranavalona I
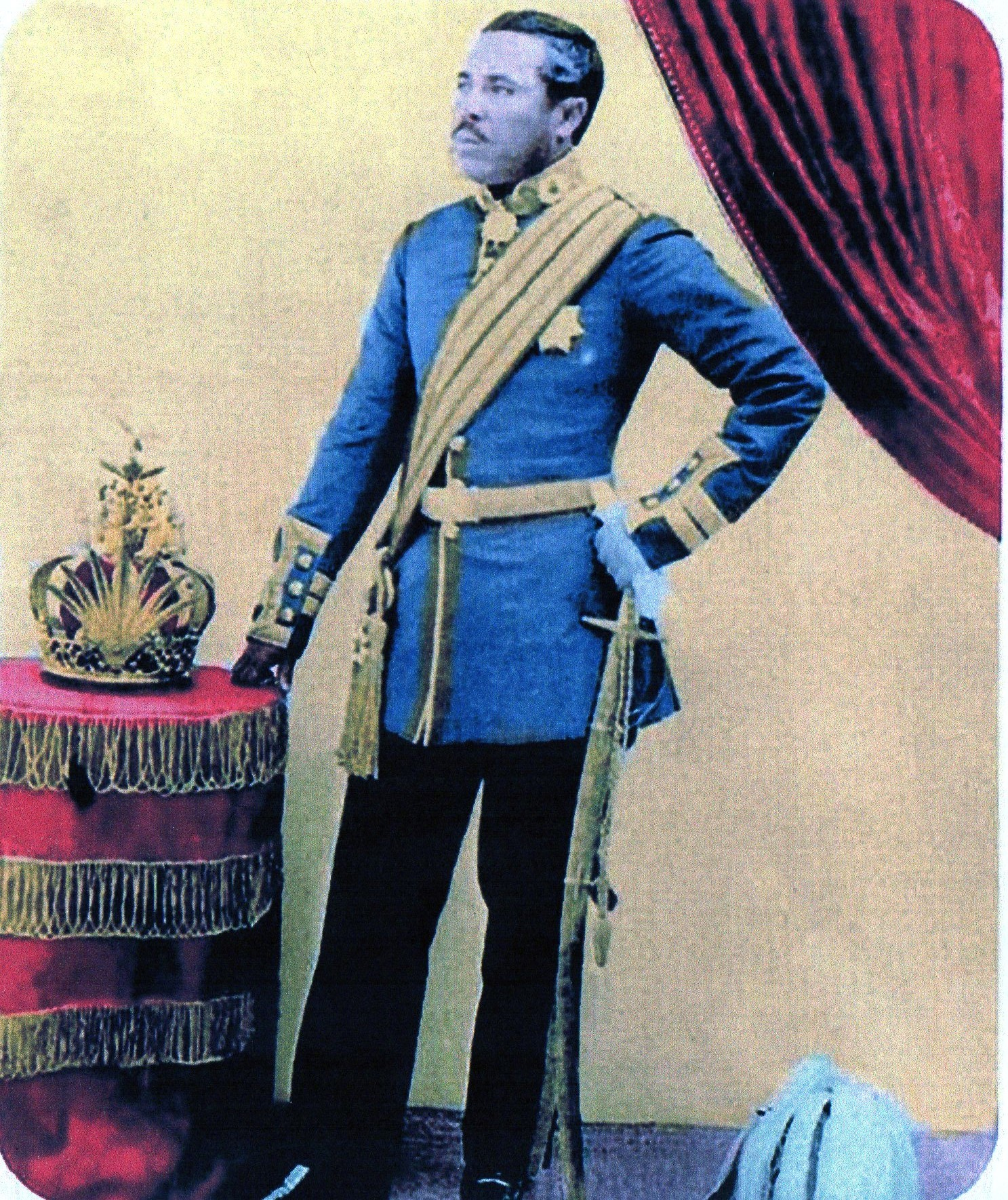
Radama II
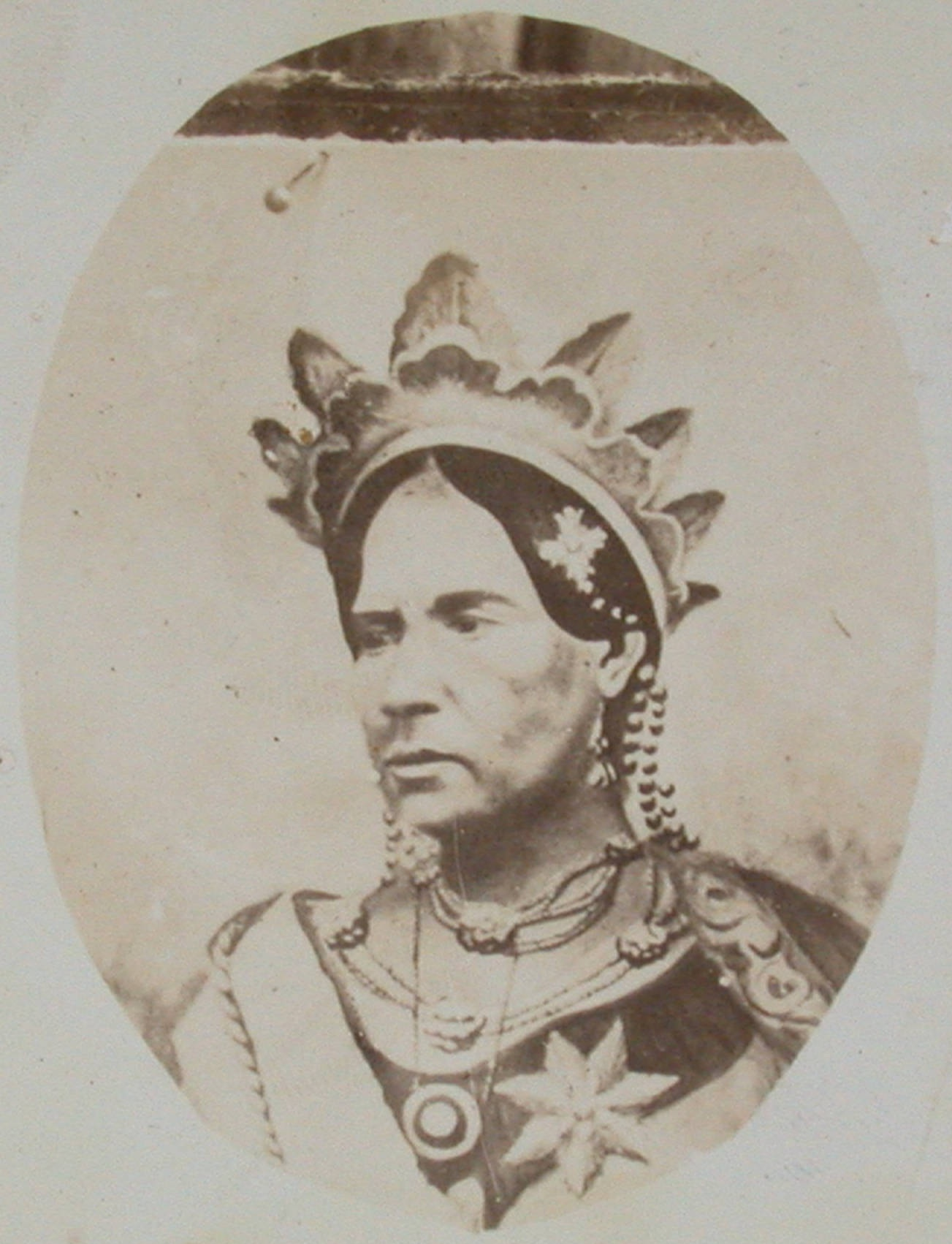
Rasoherina
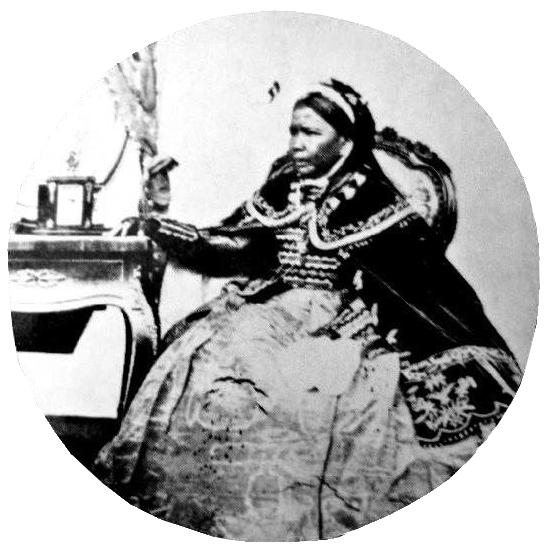
Ranavalona II
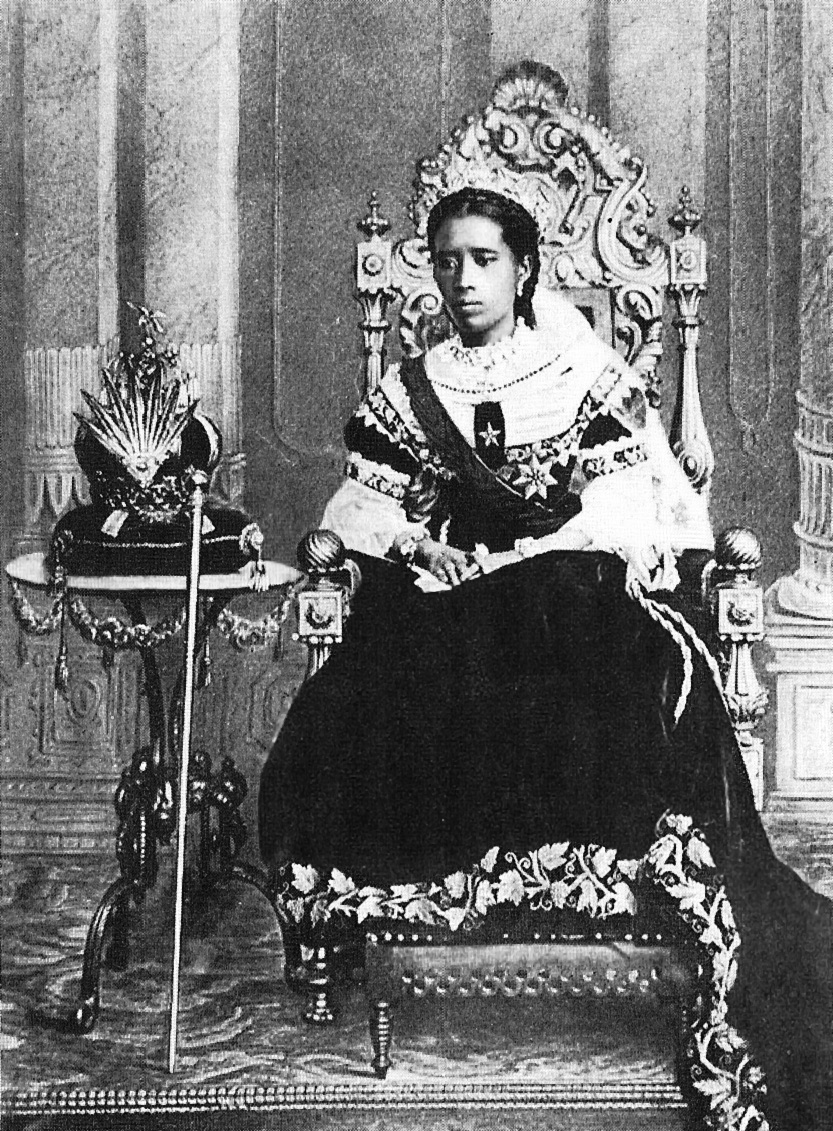
Ranavalona III